# Ansgot du Pucheuil
Ansgot du Pucheuil ou Arisgot de Puteolis (en latin : Arisgotus de Puteolis ou A(n)sgot(t)us de Puteolis ; fl. 1063-1093) est un chevalier normand de la seconde moitié du XIe siècle qui fut l'un des principaux lieutenants de Roger de Hauteville lors de la conquête normande de la Sicile musulmane.

## Biographie
Arrivé en Italie méridionale à une date inconnue, Ansgot est originaire du Pucheuil (Puteolis en latin), situé dans l'est du duché de Normandie, à une trentaine de kilomètres au nord-est de Rouen. Il participe en Sicile à la guerre menée par les Normands contre les forces musulmanes de la dynastie fatimide et en 1063, il est l'un des commandants de l'armée normande lors de la célèbre bataille de Cerami, dans la région d'Enna. Selon le chroniqueur normand Geoffroi Malaterra, Arisgotus de Puteolis est préposé par Roger de Hauteville avec Ursellus de Ballione et Serlo (neveu de Roger), à la tête d'un des corps de bataille normands. Dans cette bataille, 136 chevaliers normands osèrent affronter 50 000 musulmans et furent victorieux, aidés notamment par l'intervention de Saint Georges en personne, tout de blanc vêtu, paré d'une éclatante armure et armé d'une lance, chevauchant aux côtés des chevaliers normands, venu secourir les « serviteurs du Christ ».
Fidèle des frères Hauteville Roger, comte de Sicile, et Robert Guiscard, duc d'Apulie et de Calabre, Ansgot était un important baron de la cour comtale de Palerme. En 1071, conjointement avec Serlon, Ansgot avait reçu de la part du comte Roger de Sicile et du duc Robert Guiscard, la moitié de la Sicile (dont la conquête n'était pas encore achevée).
En 1079, il s'illustra lors de l'assaut donné à Taormine par les armées du comte Roger de Sicile.
Sa dernière mention date de janvier 1093, lorsqu'Ansgot souscrivit un diplôme du comte Roger en faveur de l'abbaye de la Sainte-Trinité de Mileto (Calabre).
Vers la même période apparaît un certain Hugues de Pucheuil (Hugo de Puteolis), baron de la cour comtale palermitaine connu notamment par la souscription qu'il apporte à deux diplômes autour de 1090 : il pourrait s'agir de son frère ou de son fils.

## Sources primaires
- (la) Gaufridi Malaterrae De rebus gestis Rogerii Calabriae et Siciliae comitis et Roberti Guiscardi ducis fratris eius (lire en ligne), 1099.

## Sources secondaires
- Ferdinand Chalandon, Histoire de la domination normande en Italie et en Sicile, tome I, Paris : A. Picard. 1907.
- Léon-Robert Ménager, « Inventaire des familles normandes et franques émigrées en Italie méridionale et en Sicile (XIe – XIIe siècles) », In: Roberto il Guiscardo e il suo tempo. Atti delle prime giornate normanno-sveve (Bari, 28-29 maggio 1973), Rome, 1975.